# Bahía de Matauri
La bahía de Matauri (Māori: Mātauri) es una bahía de Nueva Zelanda, situada a 30 km al norte de Kerikeri, en el condado de Whangaroa, justo al norte de la bahía de las Islas. Cuenta con más de un kilómetro de arena blanca y aguas cristalinas, lo que la convierte en un popular destino veraniego para surfistas, buceadores, pescadores y veraneantes.

## Historia y cultura

### Historia temprana
Algunos de los primeros navegantes polinesios que llegaron a Nueva Zelanda desembarcaron en la bahía de Matauri. En ella se produjeron los primeros contactos de los maoríes con los europeos, por ejemplo con el misionero Samuel Marsden en 1814.

### Rainbow Warrior
El Rainbow Warrior tuvo su lugar de descanso final cerca de la bahía de Matauri, en las islas Cavalli. Se ha convertido en un arrecife vivo, que atrae a la vida marina y a los buceadores deportivos.
La idea fue propuesta por la Asociación Submarina de Nueva Zelanda. Parecía un final apropiado para un barco que había pasado su tiempo protegiendo el medio ambiente marino.
El 2 de diciembre de 1987 fue remolcado hacia el norte. Diez días más tarde, una multitud de simpatizantes vio cómo se le daba un entierro tradicional maorí. El Rainbow Warrior, que ahora alberga un complejo ecosistema, se ha convertido en un popular destino de buceo. La comunidad maorí local se encarga de su custodia y conservación. En pocos años, el Rainbow Warrior se convirtió en parte integrante del entorno que ayudó a proteger.

### Marae
La zona de la bahía de Matauri cuenta con dos marae. Mātauri o Te Tāpui Marae y Ngāpuhi meeting house es un lugar de encuentro de los Ngāpuhi hapū de Ngāti Kura y Ngāti Miru, y de los Ngāpuhi / Ngāti Kahu ki Whaingaroa hapū de Ngāti Kura. El marae Te Ngaere Marae y Ngāi Tupango te Hapū es un lugar de encuentro de los Ngāpuhi / Ngāti Kahu ki Whaingaroa hapū de Ngaitupango.

## Datos demográficos

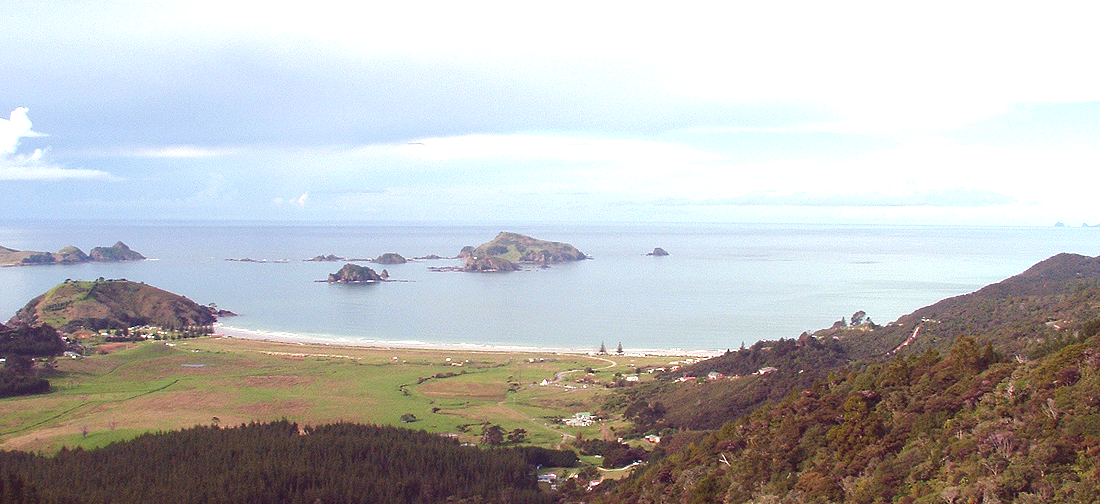
Panorama de la bahía de Matauri. Las Islas Cavalli están más a la izquierda.

El área estadística SA1, que incluye la bahía de Matauri, abarca 8,76 km2. El área SA1 forma parte del área estadística más amplia de Whakarara.
El área estadística SA1 tenía una población de 201 personas en el censo de Nueva Zelanda de 2018, un aumento de 51 personas (34,0%) desde el censo de 2013, y un aumento de 66 personas (48,9%) desde el censo de 2006. Había 54 hogares, compuestos por 99 hombres y 99 mujeres, lo que supone una proporción de sexos de 1,0 hombres por cada mujer. La edad media era de 33,1 años (frente a 37,4 años a nivel nacional), con 42 personas (20,9%) menores de 15 años, 57 (28,4%) de 15 a 29 años, 84 (41,8%) de 30 a 64 años y 18 (9,0%) de 65 años o más.
Las etnias eran el 32,8% de europeos/Pākehā, el 88,1% de maoríes, el 6,0% de pueblos del Pacífico y el 4,5% de asiáticos. Las personas pueden identificarse con más de una etnia.
De las personas que decidieron responder a la pregunta del censo sobre la afiliación religiosa, el 44,8% no tenía religión, el 25,4% era cristiano, el 23,9% tenía creencias religiosas maoríes y el 1,5% tenía otras religiones.
De los mayores de 15 años, 12 (7,5%) personas tenían un título universitario o superior, y 39 (24,5%) no tenían ninguna cualificación formal. La mediana de los ingresos era de 20.900 dólares, frente a los 31.800 dólares a nivel nacional. 12 personas (7,5%) ganaban más de 70.000 dólares, frente al 17,2% a nivel nacional. La situación laboral de los mayores de 15 años era que 63 (39,6%) personas estaban empleadas a tiempo completo, 36 (22,6%) a tiempo parcial y 12 (7,5%) estaban desempleadas.

## Educación
La escuela de la bahía de Matauri es una escuela primaria (años 1-6) con una lista de 52 estudiantes en julio de 2022. Se inauguró en 1954.
Te Kura Kaupapa Māori o Whangaroa es una escuela compuesta (años 1-13) con una lista de 56 estudiantes a partir de julio de 2022. Es una escuela Kura Kaupapa Māori que enseña completamente en lengua maorí.
Ambas escuelas son mixtas.
En 1876 se estableció una escuela maorí en Te Ngaere, pero el número de alumnos fluctuó a medida que la población local se trasladaba en busca de ingresos en los campos de goma. En 1890, la asistencia a la escuela cesó, y el edificio fue arrastrado a la cima de la colina por un equipo de bueyes para hacerlo más accesible. Cambiando su nombre por el de escuela de Whakarara, permaneció abierta hasta que la Escuela de la bahía de Matauri la sustituyó.